# Shahzada Muhammad Yusuf

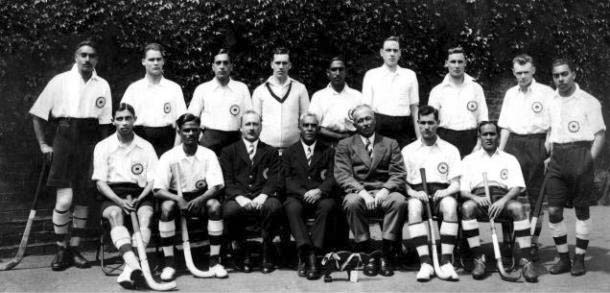
Das Indische Hockey-Team 1928. Yusuf ist 3. v.r.

Shahzada Muhammad Yusuf (arabisch شہزادہ محمد یوسف, persisch سید یوسف auch: S M Yusuf, Sayed Yusuf, Sardar Mohammed Yusuf Khan; geb. 1895; gest. 8. Dezember 1979) war ein Hockeyspieler, der für Britisch-Indien und später für Afghanistan spielte. In den Olympischen Sommerspielen 1928 in Amsterdam war er unter dem Namen „S M Yusuf“ für Britisch-Indien angetreten.

## Sport

### Britisch-Indien
Yusuf trat 1928 in Amsterdam für Britisch-Indien an. Als die britisch-indische Hockeymannschaft für die Olympischen Sommerspiele 1928 ausgewählt wurde, wurde Yusuf ohne Auswahlverfahren aufgenommen. Zu dieser Zeit war er in London. Er studierte am Fitzwilliam College in Cambridge (1923 bis 1927). Die britisch-indische Hockeymannschaft reiste über London nach Amsterdam, wo er sich anschloss. Die Mannschaft gewann bei den Olympischen Spielen in Amsterdam die Goldmedaille.
Yusuf spielte vier Spiele; eines als rechter Außenverteidiger und drei als linker Läufer.

## Afghanistan

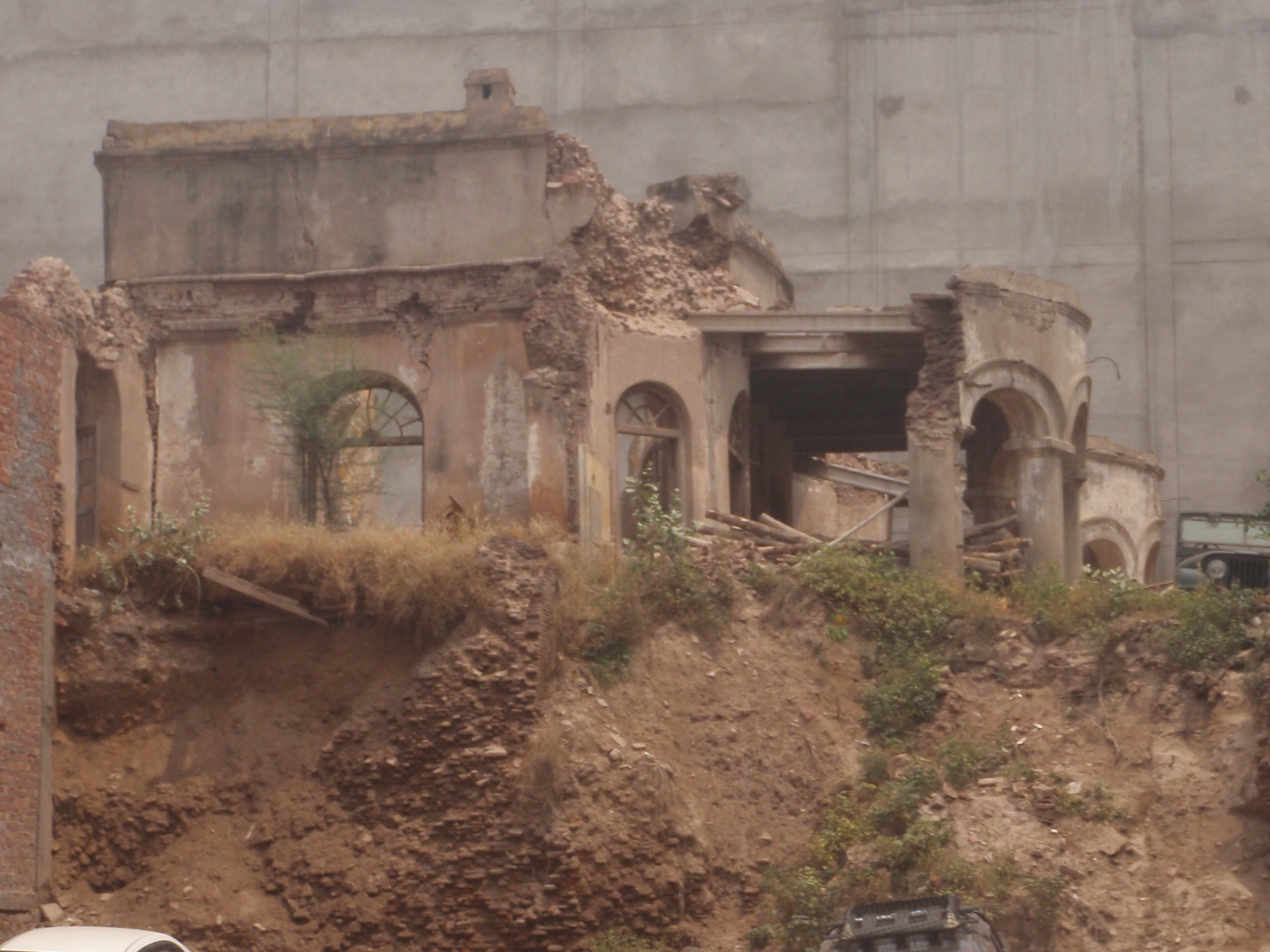
Bangla Ayub Shah in Lahore, Pakistan. Die frühere Wohnung von Sm Yusuf.

Er war Kapitän der afghanischen Hockeymannschaft, die 1934 an den Westasiatischen Spielen in Delhi teilnahm.
Auch 1936 war er Kapitän der afghanischen Hockeymannschaft bei den Olympischen Sommerspielen in Berlin, wo er jedoch nicht zum Einsatz kam.
Später war er Manager der afghanischen Hockeymannschaft bei den Olympischen Sommerspielen 1948 in London.